# Mindelau

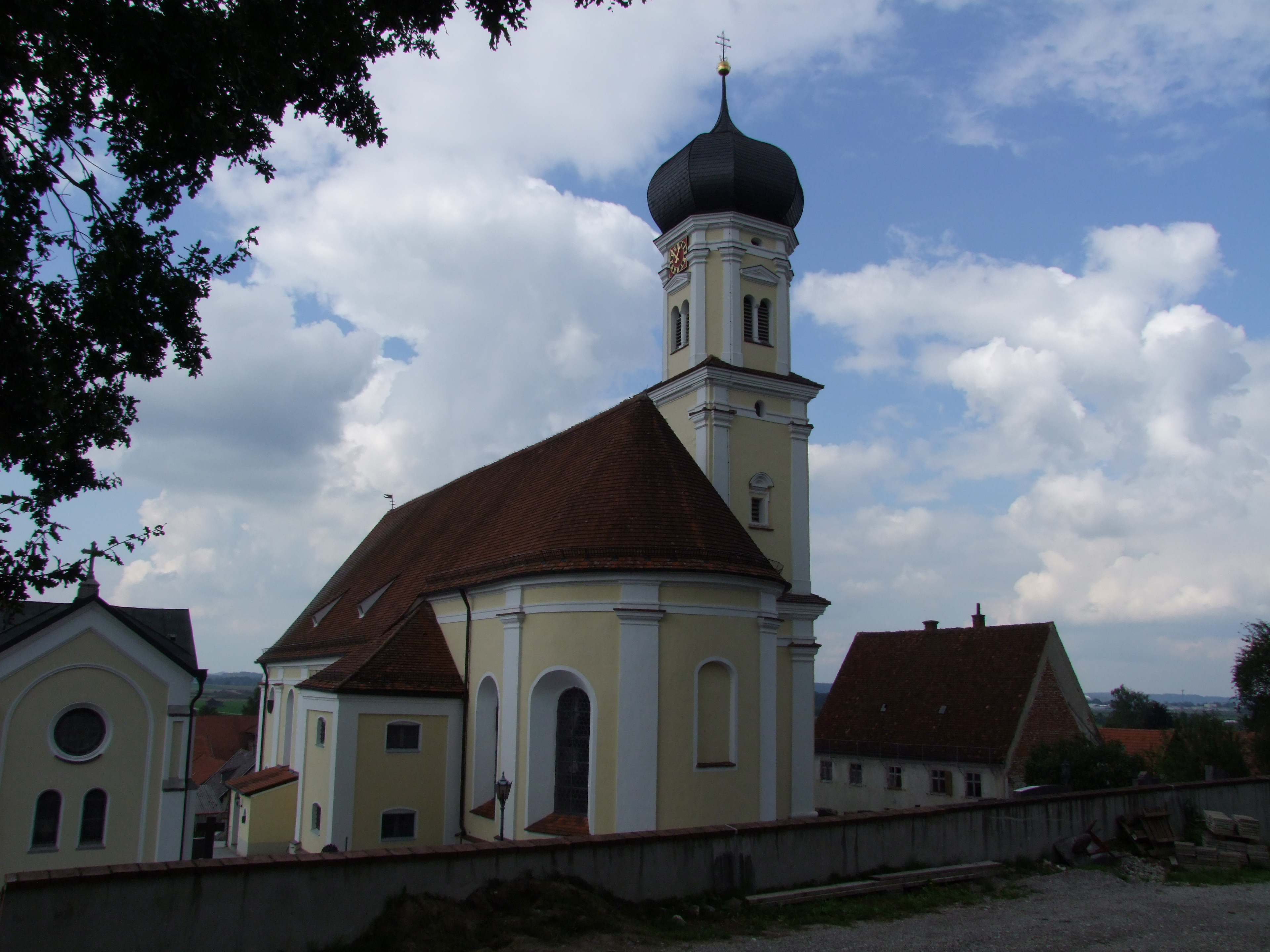
St. Jakobus der Ältere von Osten

Mindelau ist ein Ortsteil der Kreisstadt Mindelheim im Landkreis Unterallgäu in Bayern. Zum 1. Juli 1976 wurde die einst selbstständige Gemeinde Mindelau bei der Gebietsreform in Bayern in die Stadt Mindelheim eingegliedert. Zu Mindelau gehörte auch der Weiler Katzenhirn und die Einöde Jägersruh.
Mindelau liegt südöstlich von Mindelheim an der Kreisstraße MN 25.

## Geschichte
Die erste urkundliche Erwähnung eines Adalgoz de Mindilowa erfolgte im Jahre 1075. Der Ortsadel hatte möglicherweise seinen Sitz im Burgstall auf dem Stelzenberg, südöstlich des Ortes.
Die Grundherrschaft über den Ort ging 1526 an die Herrschaft Mindelheim über und 1618 an die Jesuiten. Von 1781 bis 1808 gehörte der Ort dem Malteserorden.

## Sehenswürdigkeiten
Siehe auch: Liste der Baudenkmäler in Mindelau
- Pfarrkirche St. Jakobus der Ältere, erbaut in den 1710er Jahren
- Friedhofskapelle Mindelau, erbaut in den 1850er Jahren
- Pfarrhaus, erbaut im 18. Jahrhundert